# 광계 (연호)
광계(光啓, 885년 3월 ~ 888년 2월)는 당나라(唐) 희종(僖宗) 이현(李儇)의 네 번째 연호이다. 3년 동안 사용하였다.

## 개원
- 중화(中和) 5년 3월 14일[1](885년 4월 2일)에 연호를 광계(光啓)로 개원함.[2][3][4][5]

- 광계(光啓) 4년  2월 22일[6](888년 4월 7일)에 연호를 문덕(文德)으로 개원함.[2][3][7][5][8]

## 연대 대조표
| 광계       | 원년       | 2년        | 3년        | 4년        |
| 서기(西紀) | 885년      | 886년      | 887년      | 888년      |
| 간지(干支) | 을사(乙巳) | 병오(丙午) | 정미(丁未) | 무신(戊申) |

## 동시대 연호

### 중국
남조(南詔)
- 정명승지대동(貞明承智大同)? (878년 ~ 888년)?

기타
- 이온(李熅) 건정(建貞) (886년)

### 일본
- 간교(元慶) (877년 ~ 885년)
- 닌나(仁和) (885년 ~ 889년)

## 같이 보기
- 중국의 연호 목록